# Antarcturus alimus
Antarcturus alimus är en kräftdjursart som beskrevs av Schultz 1978. Antarcturus alimus ingår i släktet Antarcturus och familjen Antarcturidae. Inga underarter finns listade i Catalogue of Life.